# Дрізд-короткодзьоб плямистоволий
Дрізд-короткодзьоб плямистоволий (Catharus guttatus)  — вид птахів з родини дроздових (Turdidae), роду малих, або короткодзьобих дроздів (Catharus).

## Поширення
Ареал виду простягається у лісовій зоні Канади та Аляски, від тихоокеанського узбережжя аж до атлантичного, Скелястих гір, Великих озер та верхніх Аппалачів. Взимку мігрує на південь Північної Америки.
В Європі трапляється як рідкісний, залітний птах.

## Поведінка
Звичайно тримається на землі або в нижньому ярусі, шукає комах серед опалого листя у хвойних та мішаних лісах, на сфагнових болотах, також збирає ягоди.

## В культурі
Прийнятий як символ штату Вермонт.